# Ліпсніс Віктор Янович
Ві́ктор Я́нович Ліпсніс (*6 грудня 1933 — †25 вересня 1997) — український штовхач ядра, чемпіон Універсіади 1961 року, дворазовий срібний призер Чемпіонатів Європи, чемпіон і рекордсмен СРСР та Української РСР, учасник Олімпійських ігор 1960 та 1964 років, тренер.

## Життєпис
Народився 6 грудня 1933 року у Ніжині (Ніжинський район, Чернігівська область, Українська РСР; тепер — Україна).
У 1956 році переміг на Чернігівських обласних змаганнях у штовханні ядра і метанні молота — продемонстрував рекордні для області 14,2 м і 40,66 м відповідно. За порадою тренера — влаштувався у легкоатлетичну школу Віктора Алексєєва у Ленінграді. Тренери — Павло Ніжегородов і Леонід Митропольський.
Закінчив ленінградський Державний інститут фізичної культури.
Чотириразовий призер чемпіонатів України (1957–1959, 1963).
19 травня 1958 року — переміг на Всесоюзних змаганнях з легкої атлетики у Нальчику (17,22 м) і виконав норматив майстра спорту. Спортсмена запросили до збірної СРСР.
Входив до десятки кращих спортсменів Ленінграда (у 1958, 1960 та 1962 роках).
Переможець Всесоюзних змагань 1958 року у Ленінграді. Восьмиразовий рекордсмен СРСР (1958, 1960, 1962, 1964). Срібний призер Чемпіонатів Європи 1958 (17,47 м) і 1962 років (18,38 м). Триразовий чемпіон СРСР (1960–1962).
Учасник Олімпійських ігор 1960 року у Римі (четверте місце) і 1964 року у Токіо (десяте місце). У 1960 році, за четверте місце на Олімпійських іграх, — нагороджений медаллю «За трудову відзнаку».
Чемпіон Універсіади 1961 року (18 м). 
П'ятиразовий рекордсмен України: 1 червня 1963 року, на змаганнях у Києві, штовхнув ядро на 17,8 м; 22 вересня 1963 року, у Парижі, — на 18,74 м; 1 травня 1964 року, у Леселідзе, — на 19,04 м (також — рекорд СРСР); 16 травня 1964 — на 19,24 м (рекорд СРСР); 25 липня 1964 року, у Лос-Анжелесі, — на 19,35 м (рекорд СРСР).
Чемпіон України (1965). Переможець 8-х Міжнародних змагань «Меморіал братів Знаменських» 1965 року.
У 1967 році, серед штовхачів ядра, очолив символічну Збірну команду СРСР за версією читачів журналу «Легка атлетика» (до 50-річчя легкої атлетики СРСР: 1917-1967). 
Виступав за спортивні товариства «Спартак» (1958–1960), «Буревісник» (1960–1962; обидва — Ленінград), СКА (Київ, 1960-ті).
Коли залишив великий спорт — працював старшим тренером спортивного товариства «Авангард» (Київ).
Помер 25 вересня 1997 року у Києві.

## Образ у мистецтві
- Фігурує у книзі мемуарів важкоатлета Юрія Власова «Справедливість сили», у главі «Чемпіонат другий (1960)»[1].